# Katori (Chiba)
Katori (香取市 Katori-shi?) es una ciudad localizada en Chiba, Japón.

## Geografía
La ciudad de Katori se encuentra en el noreste de la prefectura de Chiba, entre el curso inferior del río Tone.
Al noreste de la ciudad se encuentran el río Hitachitonegawa y el pequeño lago Sotonasakaura, todos pertenecientes a la confluencia del lago Kasumigaura.
Su territorio se encuentra ubicado en la parte sureste del  Parque Cuasi Nacional Suigō-Tsukuba.
La ciudad de Katori limita con los municipios de Narita, Sōsa, Asahi, Kōzaki,  Tako y Tonoshō de la Prefectura de Chiba, y con los municipios de Inashiki, Itako  y Kamisu  de la Prefectura de Ibaraki.

## Historia
Después de la Restauración Meiji, el área formada por los municipios de Sawara y Omigawa, y los pueblos de Katori, Kanishi y Higashi-Daito, fundan el Distrito de Katori el 23 de mayo de 1890.
La ciudad fue creada el 27 de marzo de 2006, cuando la localidad de Katori absorbió a la antigua ciudad de Sawara y a las poblaciones de Kurimoto, Omigawa y  Yamada; estas tres últimas disgregadas del Distrito de Katori.
A 1 de diciembre de 2013, la ciudad tenía una población de 79.485 personas y una densidad poblacional de 303 personas por km ².  Su superficie total es de 262,31 km².

## Lugares de interés
En la ciudad de Katori se encuentra el Santuario Katori, al igual que la antigua ciudad histórica mercantil de Sawara y el canal de Sawara.
Otra atracción de la ciudad es el Jardín Botánico Acuático Suigō Sawara.

## Transporte

### Ferrocarriles
- Línea Narita
- Línea Kashima

### Carreteras
- Autopista Higashi-Kantō
- Ruta Nacional 51
- Ruta Nacional 356

## Galería de imágenes

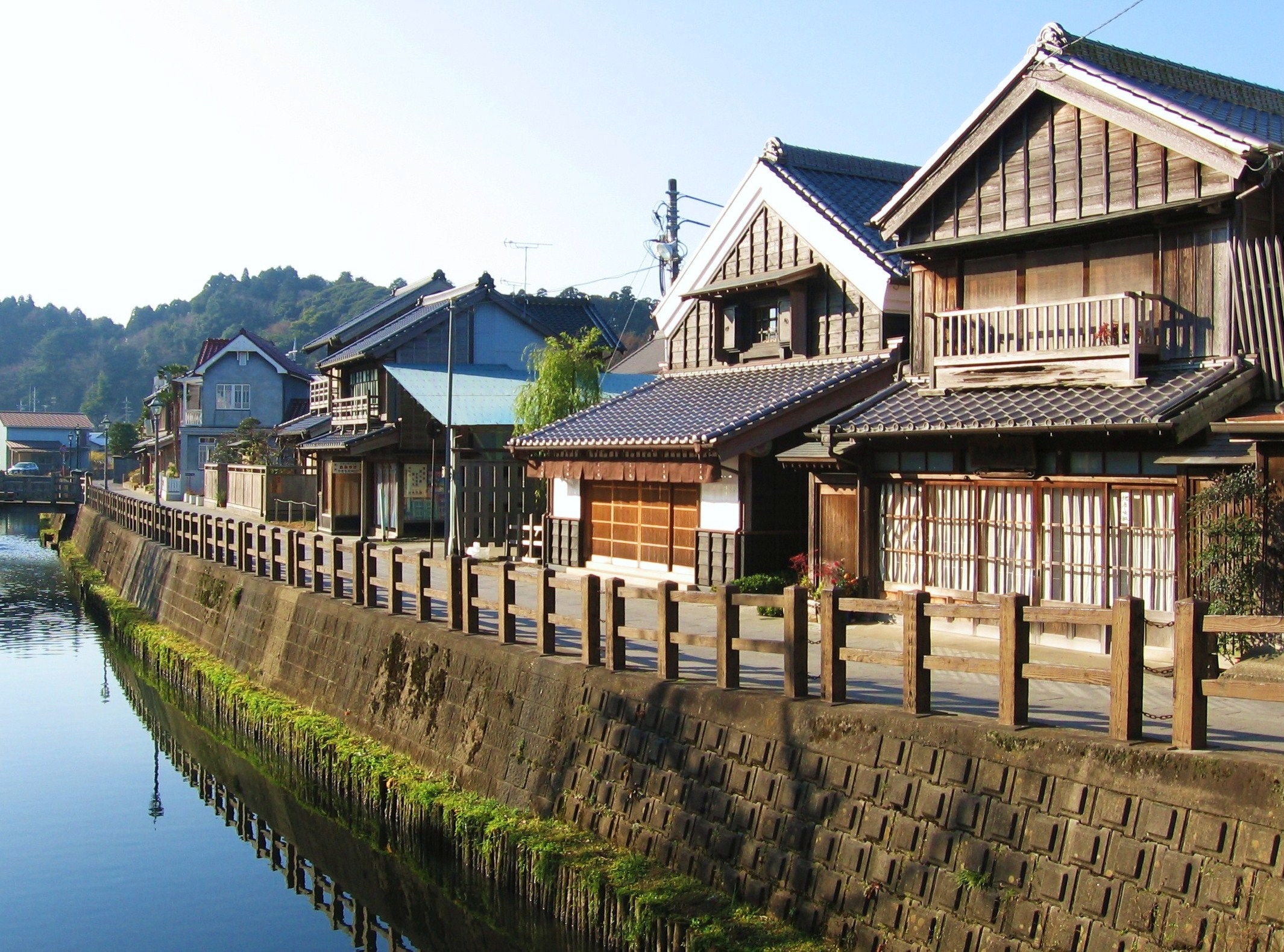
Vista del casco histórico de Sawara (佐原本町 Honchō Sawara) del período Edo
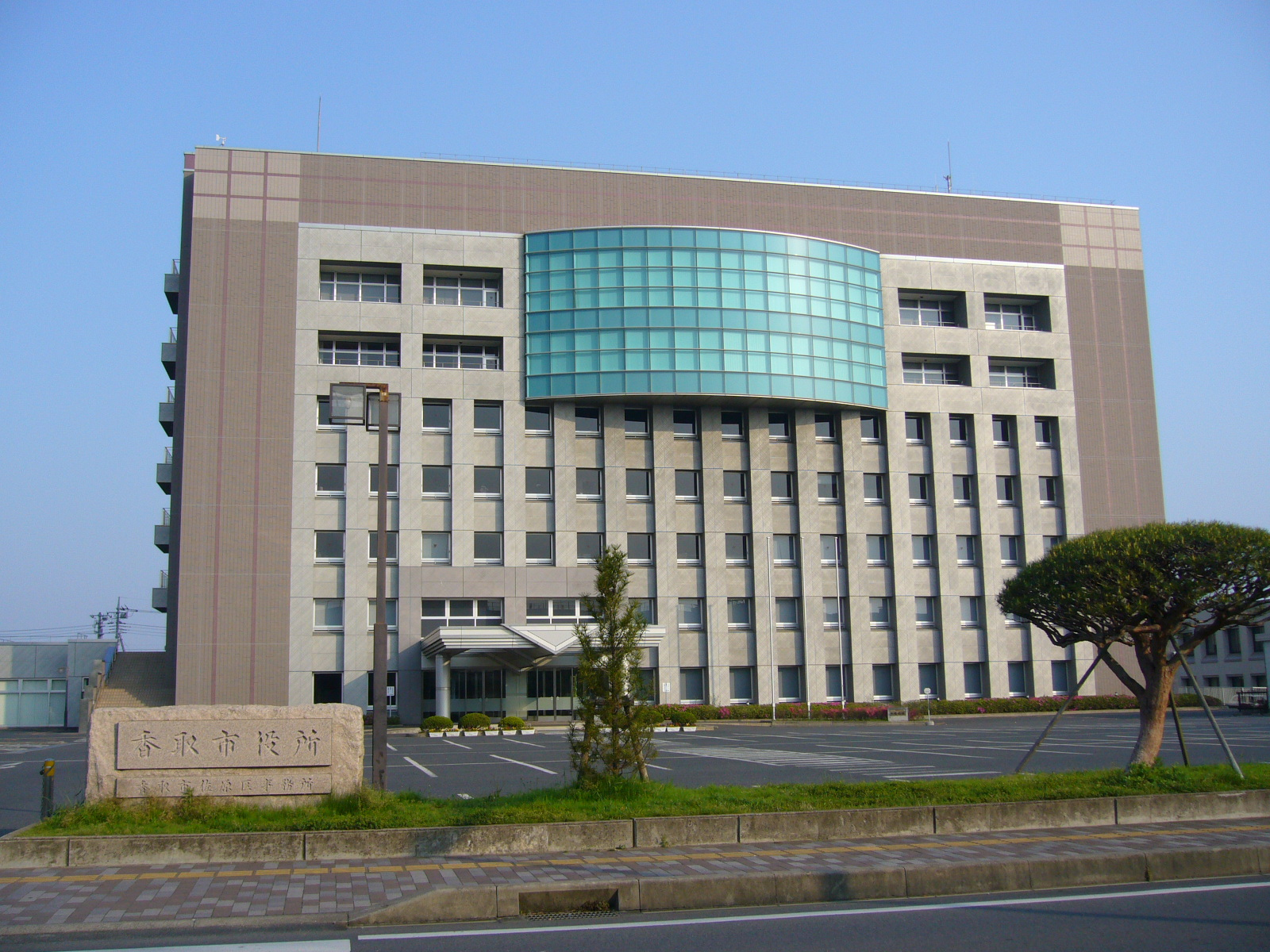
Ayuntamiento de la ciudad de Katori
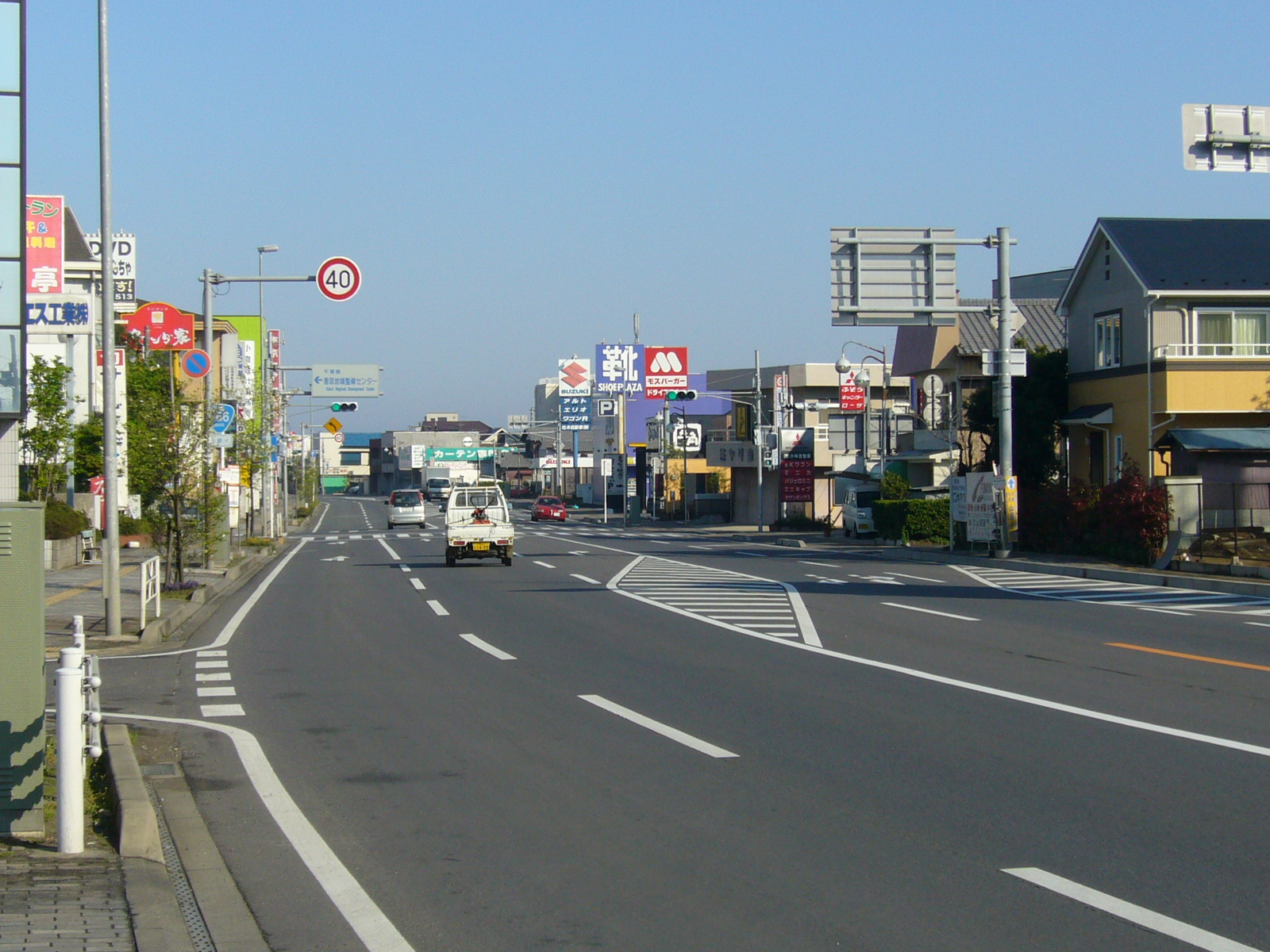
Ruta Nacional 356 en la ciudad de Katori
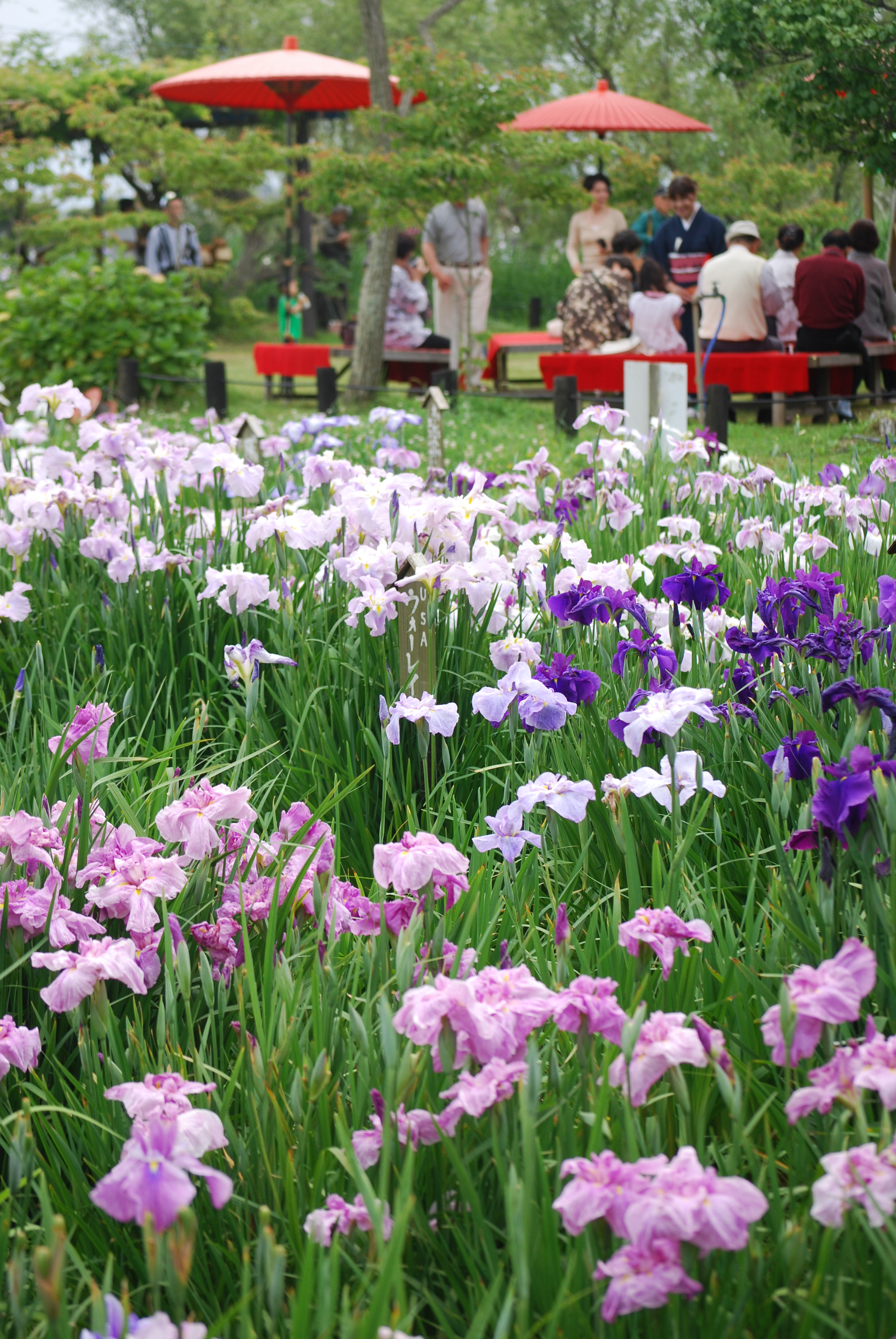
Jardín Botánico Acuático Suigō Sawara
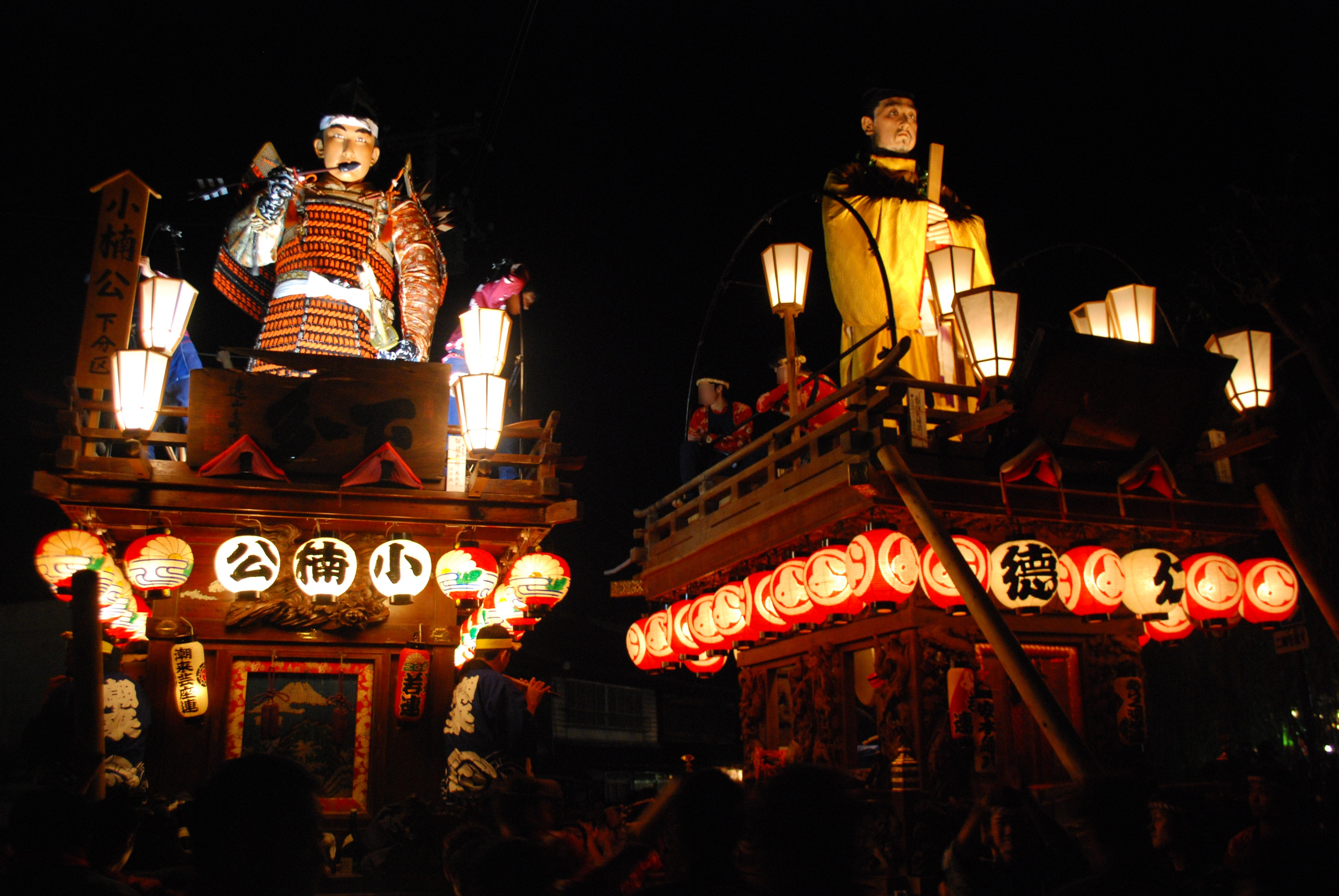
Festival de Sawara en otoño en Katori
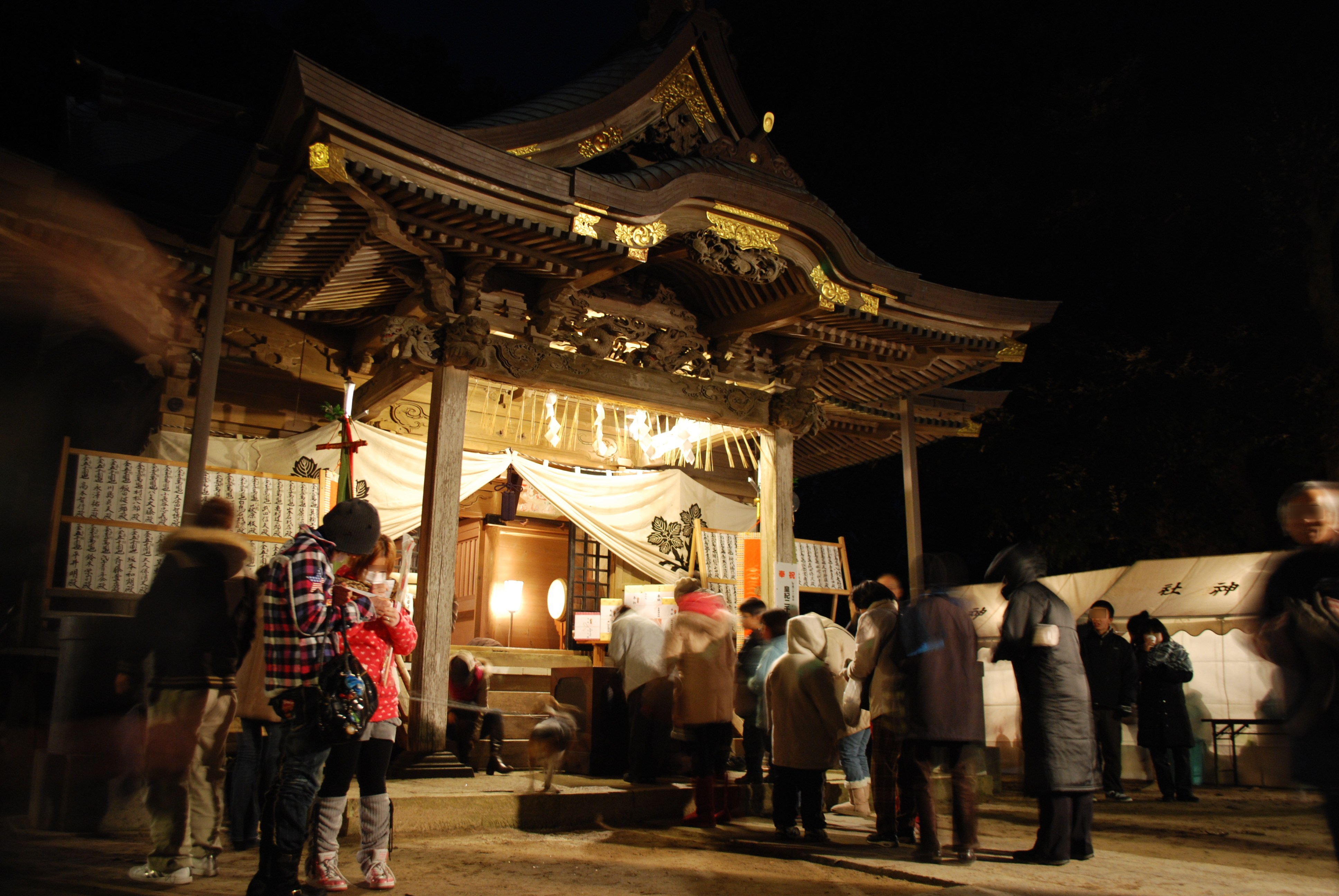
Ganchō-mairi (元朝詣り) en el Santuario Suwa de Katori